# Lenoncourt
Lenoncourt – miejscowość i gmina we Francji, w regionie Grand Est, w departamencie Meurthe i Mozela.
Według danych na rok 1990 gminę zamieszkiwało 377 osób, a gęstość zaludnienia wynosiła 33 osób/km² (wśród 2335 gmin Lotaryngii Lenoncourt plasuje się na 680. miejscu pod względem liczby ludności, natomiast pod względem powierzchni na miejscu 507.).